# Bruno de Heceta
Bruno de Heceta Dudagoitia y de Fontecha (Bilbao, 1 de febrero de 1744 - Málaga, 16 de agosto de 1807) fue un oficial naval español que exploró la costa del océano Pacífico de la zona norte de la Alta California (actualmente Estados Unidos y Canadá), enviado por el virrey de Nueva España, Antonio María de Bucareli y Ursúa, para afirmar la soberanía española en respuesta a los rumores sobre que habría asentamientos rusos allí.
Este viaje, aunque costoso en términos de vidas de los tripulantes y por la tensa relación con los indios, fue históricamente muy importante. Se realizaron tablas y mapas precisos que más tarde sirvieron como prueba de la pretensión de España en el territorio costero desde lo que ahora es Monterrey (California), hasta el golfo de Alaska. Se disiparon los mitos de la presencia de comerciantes y asentamientos rusos y se tomó posesión formal de esas tierras de acuerdo al derecho internacional.

## Biografía
No se sabe mucho de Hezeta antes de protagonizar la expedición por la que es recordado, aparte de que era natural de Bilbao y que llegó a México a finales de 1774.

### Antecedentes
La reivindicación de la soberanía española sobre Alaska y la costa noroeste del Pacífico se remonta a una bula papal de 1493 (Inter caetera) y los derechos contenidos en el Tratado de Tordesillas de 1494. Estos dos actos formales dieron a España los derechos exclusivos para colonizar todo el Hemisferio Occidental (excluyendo la costa de Brasil ), incluidos los derechos exclusivos para colonizar toda la costa oeste de América del Norte. La primera expedición europea que realmente alcanzó la costa oeste de América del Norte fue dirigida por el español Vasco Núñez de Balboa, que llegó a la costa del Pacífico de Panamá en 1513. Balboa reclamó el océano Pacífico para la Corona española, así como las tierras que tocase, incluyendo todas las de la costa oeste de América del Norte. Esta acción de Balboa consolidó aún más la demanda española de control exclusivo de toda la costa occidental de América del Norte.
Confiado en sus pretensiones, el Imperio español no exploró ni realizó asentamientos en la costa noroeste de América del Norte en los siguientes 250 años después de la reclamación de Balboa. A finales del siglo XVIII, sin embargo, sabiendo que el Imperio ruso tenía intención de establecer asentamientos y también de la llegada de británicos a lo largo de la costa del Pacífico, en España, finalmente, creció lo suficiente la preocupación acerca de sus reclamaciones en la costa noroeste del Pacífico y se dispuso a conocer el alcance de la invasión de Rusia y Gran Bretaña.

### Expedición de exploración
El virrey de Nueva España Antonio María Bucareli y Ursúa ordenó una expedición para explorar las costas del Pacífico extendiendo hacia el norte las posesiones españolas ante los rumores de la presencia de asentamientos rusos. Una primera expedición, liderada por Juan José Pérez Hernández en 1774, no llegó tan al norte como se había planeado y se decidió organizar una segunda expedición. Por aquellas fechas, un grupo de oficiales había llegado a la base naval de San Blas (México), recién titulados las mejores academias navales de España, expresamente contratados con el fin de ayudar a completar esta importante expedición. El virrey puso al mando a Bruno de Heceta y Juan Pérez iría como segundo al mando.
La expedición, compuesta por 160 hombres, en su mayoría por mexicanos, iba equipada para un año y partió el 16 de marzo de 1775 con el objetivo de llegar hasta los 65.º grados de latitud norte, descubrir los asentamientos rusos y tomar posesión de las tierras descubiertas para la corona. Iban tres barcos: el Santiago, con 90 hombres y capitaneado por el propio Heceta y como segundo con Juan Pérez, que en 1774 había comandado el Santiago en la primera expedición europea a la costa noroeste del Pacífico; el paquebote San Carlos, capitaneado por Miguel Manrique, que llevaba suministros para la expedición; y el Sonora, un barco de escolta y abastecimiento, oficialmente el Nuestra Señora de Guadalupe, inicialmente al mando de Juan Manuel de Ayala y luego comandada por Juan Francisco de la Bodega y Quadra, el único oficial no peninsular de la expedición. Esta goleta, de 11 m y con una tripulación de 16 hombres, había sido expresamente acondicionada para afrontar fuertes olas y vientos implacables en zonas de bancos de arena y arrecifes, y serviría de complemento para llevar a cabo el reconocimiento y la cartografía de la costa, y podría tocar tierra en los lugares en que el Santiago, mucho mayor, había sido incapaz de hacerlo en su viaje anterior. De esta manera, la expedición podía reclamar oficialmente las tierras al norte de México que visitase.
A los tres días de partir el capitán del San Carlos, Miguel Manrique, supuestamente enloqueció. Heceta transfirió a Juan Pérez al mando y le ordenó regresar a San Blas para que recibiese atención y luego reincorporarse a la expedición. Juan Francisco de la Bodega y Quadra se encargó del mando de la pequeña Sonora con Francisco Maurelle como piloto. Tras regresar a San Blas, el San Carlos repostó en Monterrey (California), no logró alcanzarlos y decidió explorar la zona de la bahía de San Francisco, hasta que a mediados de septiembre regresó a San Blas.
Los dos barcos, Santiago y Sonora, navegaron juntos hacia el norte, y el Sonora demostró ser peor barco de lo esperado en aguas abiertas, debiendo de ser incluso remolcado en ocasiones por el Santiago. A pesar de una travesía difícil y sinuosa, los barcos avistaron finalmente la costa de California, el 9 de junio de 1775. Anclaron en la bahía durante dos días, comerciaron con los indios, y reclamó formalmente lo que hoy es la bahía de Trinidad, California, antes de zarpar de nuevo.

### Toma de posesión
Siguieron navegando y el 11 de julio volvieron a avistar tierra, esta vez una tierra verde e irregular, la costa del actual estado de Washington. Anclaron en una bahía y el Sonora, más próximo a la costa fue abordado por nueve canoas de quinault, que les recibieron amistosamente y les conminaron a ir a tierra y con quienes intercambiaron regalos.
El 12 de julio, un grupo selecto de hombres del Santiago —el comandante Heceta, el padre Benito de la Sierra, don Cristóbal Revilla, el cirujano don Juan González y Juan Pérez— realizaron un desembarco para llevar a cabo el acto formal de la posesión. Llegaron con éxito a la costa y se convirtieron en los primeros no-indios que ponían sus pies en lo que hoy es el estado de Washington y tomaron formalmente posesión de esa tierra. De ese modo podría ser oficialmente considerada como parte de México y parte del Reino de España. En una ceremonia, Heceta nombró el lugar de desembarco como Rada de Bucareli, en honor del virrey (ahora se conoce como bahía Grenville, estado de Washington). Aproximadamente una hora después de tomar posesión, la pequeña lancha regresó rápidamente a la seguridad de los grandes buques. El acto fue un acontecimiento histórico, pero que fue ensombrencido más tarde, ese mismo día.
El Santiago quedó atrapado en una zona de bajíos rocosos y debió de esperar a una nueva marea, a una distancia de una milla. Desde el Sonora, Bodega envió un grupo de desembarco de siete miembros para obtener agua dulce y leña cortada. Cuando la pequeña lancha llegó a tierra, unos 300 guerreros quinault surgieron de la selva y masacraron a los siete tripulantes. Bodega lo vio con horror a través de su catalejo, pero no pudo hacer nada. Varios nativos remaron luego en canoas y trataron de subir a bordo del pequeño Sonora. Bodega entonces ordenó disparar y mató e hirió a varios de los quinault de las canoas, y con una trabajosa maniobra dada la pequeña tripulación restante, logró reunirse con el Santiago, que no había advertido la refriega. Ambos capitanes decidieron no tomar represalias —tenían órdenes de «no ofender a los indios y hacer uso de las armas sólo en defensa propia»— y continuar la expedición. Transfirieron seis hombres a la Sonora, nombraron el lugar como punta de los Mártires y prosiguieron rumbo hacia el norte.
Como estaba previsto, los barcos se separaron en la noche oscura del 29 de julio de 1775. El Santiago siguiendo rumbo norte hasta lo que hoy es la frontera entre el estado de Washington y Canadá, que alcanzó el 11 de agosto. En su viaje de vuelta al sur, con solo el Santiago y una tripulación reducida, Heceta descubrió una gran bahía que penetraba hacia el interior. Trató de navegar en ella, pero las fuertes corrientes lo impidieron, incluso desplegando completamente las velas. Su tripulación era tan reducida que no podían manejar el ancla para esperar mejores condiciones. Escribió que las corrientes turbulentas lo llevaron a creer que era la boca de un gran río o un pasaje hacia otro mar. Más tarde, adivinó lo que es el estrecho de Juan de Fuca. Llamó a la entrada de la bahía como Bahía de la Asunción (dado que en esa semana se celebrada la correspondiente fiesta religiosa) y realizó un mapa de lo que podía distinguir aguas afuera de la barra del río, que más adelante resultará ser el río Columbia. Más tarde, los mapas españoles a menudo mostraban el estuario del río Columbia, con el nombre de Entrada de Hezeta, Río de San Roque, y variantes similares.

#### El viaje de la Sonora
El Sonora (con Bodega y Quadra al mando) tras separarse se encaminó hacia la costa, que siguió hacia el norte hasta alcanzar el 15 de agosto las aguas del Sitka Sound cerca de la población actual de Sitka, Alaska. Allí los españoles realizaron numerosos «actos de soberanía», nombrando y reclamando el puerto de Bucareli (en el Bucareli Sound), puerto de los Remedios y el monte San Jacinto, renombrado como monte Edgecumbe por el explorador británico James Cook, tres años después. Siguieron hacia el norte hasta que en última instancia llegaron hasta una posición en la latitud 59.ºNorte, casi la estipulada en sus órdenes, y el 8 de septiembre, decidieron reemprender rumbo al sur, con la tripulación y su comandante enfermos sufriendo de escorbuto dada la carencia de alimentos. Con solo dos marineros sanos a bordo, el Sonora, ancló finalmente en la bahía de Monterey (California) el 7 de octubre de 1775, cinco semanas después de que lo hubiese hecho Heceta con el Santiago. Bodega y Quadra y Francisco Mourelle (su segundo piloto), y una inexperimentada tripulación nativa de México, lograron sobrevivir a numerosos peligros en su pequeño barco.
Bodega y Mourelle tuvieron que ser llevados a tierra para recuperase. Durante las siguientes semanas los dos comandantes y la tripulación del Sonora se recobraron la salud gracias a los misioneros y a sus compañeros del Santiago. El 1 de noviembre, los dos barcos partieron nuevamente y juntos se dirigieron al sur a San Blas, para informar de sus aventuras y logros al virrey y a Carlos III, rey de España. El 3 de noviembre Juan Pérez falleció de escorbuto y se le hizo un sepelio en el mar, con una misa, una salva de disparos y un cañonazo final. Fue considerado un verdadero héroe, después de haber dirigido las expediciones europeas por tierras desconocidas y será la inspiración para que otros le siguieran.

### Últimos años
Posteriormente Heceta regresó a Europa, luchando en varias batallas navales contra Francia y el Reino Unido. Murió en Málaga el 16 de agosto de 1807 ostentando el grado de Teniente General.
Heceta y Bodega y Quadra exploraron en esa expedición las costas de los actuales estados de Oregón y Washington, tomaron posesión de sus tierras e informaron que si había asentamientos rusos en estos territorios eran esporádicos porque no encontraron presencia rusa en toda la expedición.

## Reconocimientos
En su honor, en la costa del estado de Oregón se nombró el cabo de Heceta, donde se sitúa el faro de Heceta.